# Larciano
Larciano is een gemeente in de Italiaanse provincie Pistoia (regio Toscane) en telt 6028 inwoners (31-12-2004). De oppervlakte bedraagt 24,9 km², de bevolkingsdichtheid is 242 inwoners per km².
De volgende frazioni maken deel uit van de gemeente: Baccane, Biccimurri, Castelmartini, Cecina, Larciano Castello, San Rocco di Larciano.

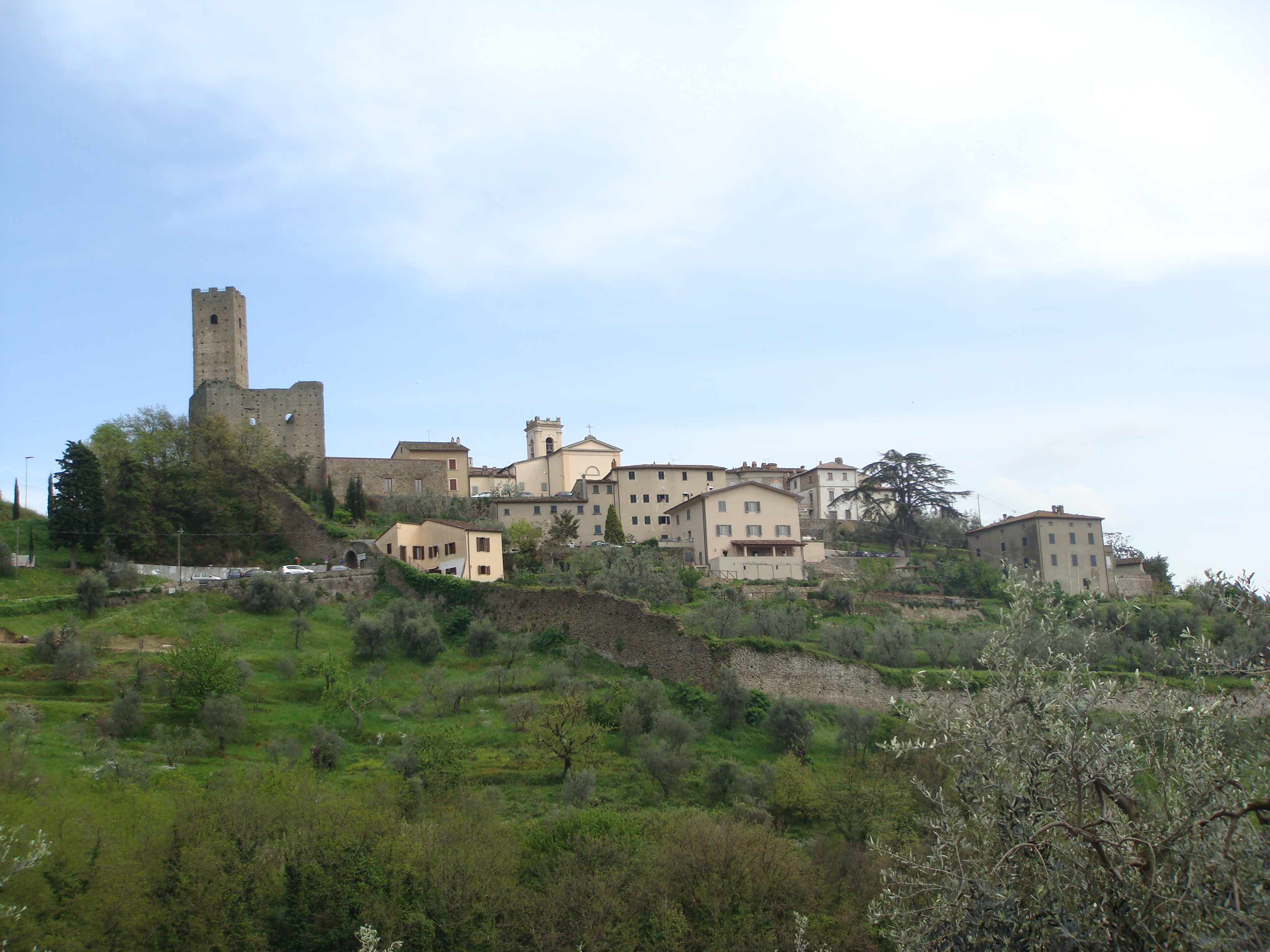
Larciano Castello
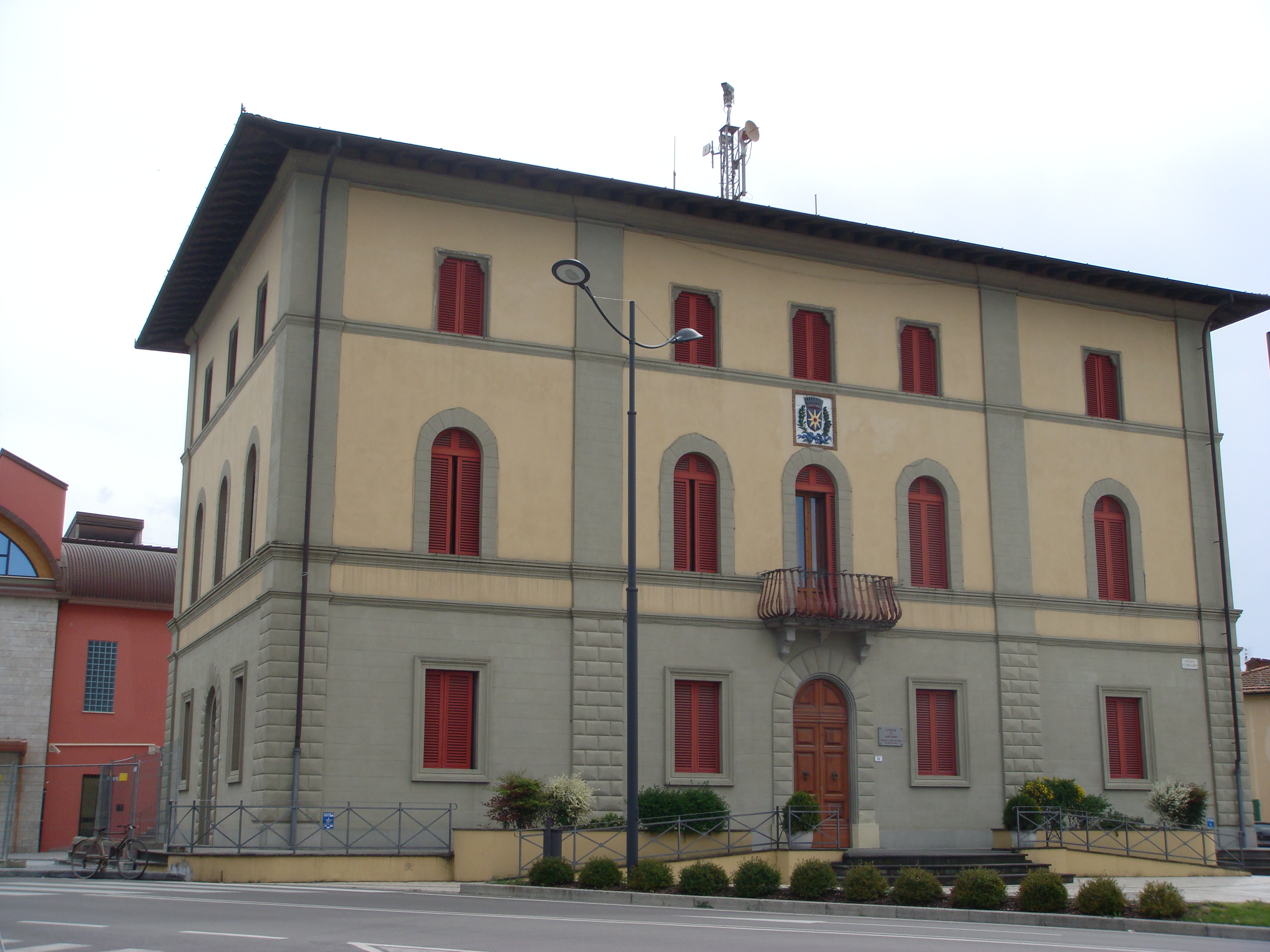
Gemeentehuis

## Demografie
Larciano telt ongeveer 2197 huishoudens. Het aantal inwoners daalde in de periode 1991-2001 met 0,7% volgens cijfers uit de tienjaarlijkse volkstellingen van ISTAT.
| Jaar | Inwoneraantal |
| ---- | ------------- |
| 1991 | 6063          |
| 2001 | 6018          |

## Geografie
De gemeente ligt op ongeveer 50 m boven zeeniveau.
Larciano grenst aan de volgende gemeenten: Cerreto Guidi (FI), Fucecchio (FI), Lamporecchio, Monsummano Terme, Ponte Buggianese, Serravalle Pistoiese.

## Sport
Jaarlijks wordt in en om Larciano de internationale wielerkoers GP Industria & Artigianato-Larciano verreden.